# 熊谷市立熊谷東小学校
熊谷市立熊谷東小学校（くまがやしりつ くまがやひがししょうがっこう）は、埼玉県熊谷市末広にある公立小学校。学級数10クラス、児童数597名。

## 沿革
- 1873年（明治6年）4月30日 - 正則小学熊谷小学開校。
- 1879年（明治12年） - 公立熊谷小学校と改称。
- 1887年（明治20年）4月1日 - 大高高等小学校開校。
- 1908年（明治41年）4月1日 - 大高高等小学校を熊谷高等小学校と改称。
- 1910年（明治43年）4月1日 - 熊谷小学校（尋常科）と熊谷高等小学校を合併、熊谷町肥塚村学校組合立熊谷男子尋常高等小学校と熊谷女子尋常高等小学校（後の熊谷西小学校）と男女別に分かれる。
- 1923年（大正12年）4月1日 - 熊谷町立熊谷男子尋常高等小学校と改称。
- 1933年（昭和8年）4月1日 - 熊谷市立熊谷男子尋常高等小学校と改称。
- 1935年（昭和10年）4月1日 - 共学化により熊谷東尋常高等小学校が開校。
- 1941年（昭和16年）4月1日 - 国民学校令により熊谷東国民学校と改称。
- 1947年（昭和22年）4月1日 - 学制改革により熊谷市立熊谷東小学校と改称。
- 1970年（昭和45年）4月1日 - 熊谷市立桜木小学校を分離開校[1]。

## 通学区域
- 星川二丁目、弥生二丁目、末広二丁目、末広三丁目、末広四丁目、筑波一丁目、筑波二丁目、筑波三丁目、銀座一丁目、銀座二丁目、銀座三丁目、銀座四丁目、銀座五丁目、銀座六丁目、銀座七丁目、中西二丁目、中西三丁目及び中西四丁目の全部
- 本町一丁目の一部、本町二丁目の一部、星川一丁目の一部、弥生一丁目の一部、末広一丁目の一部、箱田の一部、箱田五丁目の一部、上之の一部、中西一丁目の一部、平戸の一部、戸出の一部及び中央二丁目の一部[2]

## 近隣の施設
- 埼玉県庁地方庁舎
- 銀座保育所
- 熊谷市立熊谷東中学校

熊谷西小学校
埼玉県立熊谷女子高等学校

## 著名な出身者
- 森村誠一（小説家・作家）
- 相島一之（俳優）
- 柿沼謙太（元プロレスラー）
- 古賀淳也（水泳選手）
- 岩下有希（元ファッションモデル）
- まんきつ（漫画家）